# Świelubie
Świelubie (in tedesco Zwillipp) è una frazione polacca situata nel comune di Dygowo, nel distretto di Kołobrzeg, nel voivodato della Pomerania Occidentale, nella Polonia nord-occidentale. Si trova a circa 6 km a sud-ovest di Dygowo e a 12 km a sud-est di Kołobrzeg (a circa 105 km dal capoluogo Stettino). Fino al 1945 si trovava in territorio tedesco.
Nei pressi della frazione si trova l'antico insediamento slavo-scandinavo di Bardy-Świelubie.